# يافو ستانويفيتش
يافو ستانويفيتش (بالصربية: Јово Станојевић) مواليد 27 سبتمبر 1977 في جمهورية صربيا الاشتراكية، هو لاعب كرة سلة صربي معتزل. بدأ مسيرته الاحترافية في سنة 1993. حقق المركز الأول في الألعاب الجامعية الصيفية 2001. اعتزل اللعب في 2013.

## المسيرة الاحترافية
لعب مع نادي ريد ستار لكرة السلة من سنة 1996 إلى 2000، ثم لعب مع نادي بارتيزان لكرة السلة في موسم 2001–2002، ثم لعب مع ألبا برلين في الدوري الألماني من سنة 2002 إلى 2007، ثم لعب مع نادي ميغا لكرة السلة في سنة 2007، ثم لعب مع أسكو غدينيا في موسم 2007–2008، ثم لعب مع بشكتاش لكرة السلة في الدوري التركي في سنة 2008.

## الميداليات
| الميدالية | المسابقة                        |
| --------- | ------------------------------- |
| ذهبية     | الألعاب الجامعية الصيفية 2001   |
| برونزية   | ألعاب البحر الأبيض المتوسط 1997 |

## روابط خارجية
- يافو ستانويفيتش على موقع الاتحاد الدولي لكرة السلة (الإنجليزية)
- يافو ستانويفيتش على موقع الدوري الأوروبي لكرة السلة (الإنجليزية)
- يافو ستانويفيتش على موقع كرة السلة الأوروبية.كوم (الإنجليزية)
- يافو ستانويفيتش على موقع ريلجم (الإنجليزية)
- يافو ستانويفيتش على موقع بروبوليرز (الإنجليزية)
- يافو ستانويفيتش على موقع سبورتس رفرنس (الإنجليزية)